# アブドゥル＝ガファル・ママー
アブドゥル＝ガファル・ママー（Abdoul-Gafar Mamah 、1985年8月24日 - ）は、トーゴ・ロメ出身の元プロサッカー選手。元トーゴ代表。現役時代のポジションは、ディフェンダー。

## 代表歴
2000年の初招集以来、トーゴ代表に名を連ねている。

## タイトル

### クラブ
FCシェリフ・ティラスポリ
- ディヴィジア・ナツィオナラ (5): 2005–06, 2006–07, 2007–08, 2008–09, 2009–10
- クパ・モルドヴェイ (4): 2005-06, 2007–08, 2009–10
- スーペルクパ・モルドヴェイ (1): 2007

FCダチア・キシナウ
- ディヴィジア・ナツィオナラ (1): 2010–11
- スーペルクパ・モルドヴェイ (1): 2011